# Novo Mundo das Trevas
O Mundo das Trevas (ou World of Darkness) é o nome de dois universos ficcionais criados por White Wolf Game Studio. O mundo da escuridão é o "lado inferior mágico" da vida cotidiana, o mundo moderno, onde existem vampiros, lobisomens, fantasmas, feiticeiro, demônios, entre outros.
O primeiro produto ambientado no World of Darkness foi o jogo de role-playing para desktop Vampire: The Masquerade (VtM), lançado em 1991, que oferecia aos jogadores a possibilidade de conquistar vampiros. Posteriormente, o universo estava se desenvolvendo rapidamente, com base no sistema de role-playing Storytelling usado no VtM, daí apareceram séries, permitindo jogar com outros habitantes do Mundo das Trevas. Este cenário teve seu fim decretado em 2004, conforme planejamento da editora, mas foi retomado anos depois com o sucesso dos lançamentos em comemoração aos 20 anos do cenário.
Em 2004 a White Wolf lançou um novo universo de jogo, com algumas mudanças no cenário e mecânicas. Este novo cenário foi lançado como "Novo Mundo das Trevas" mas atualmente é conhecido como "Crônicas das Trevas".

## World of Darkness Online
Após a fusão da White Wolf Publishing com a desenvolvedora de jogos de computador Jogos CCP em 2006, foi anunciado que trabalhariam em MMORPG no universo "World of Darkness". O desenvolvimento durou quase 8 anos, mas em 2014 ano foi decidido o encerramento dos trabalhos e a dissolução da equipe.